# Kromosom 7 (čovjek)
Kromosom 7 je autosomni kromosom, sedmi po veličini u ljudskomom kariotipu i pripada S skupini kromosoma. Prema položaju centromere pripada submetacentričnim kromosomima. Sadrži 171 milijun nukleotida što čini između 5 i 5,5% ukupne količine DNK u stanici.
Kromosom 7 sadrži oko 1200 gena, ali se pretpostavlja da bi ih moglo biti i 1400. Na kromosomu 7 je smještena regulacijska grupa homeobox A, ključna u regulaciji anatomskog razvoja (morfogeneze) organizma.

Broj polimorfizama jednog nukleotida (eng. Single Nucleotide Polymorphism - SNP) je preko 600 000.

## Geni kromosoma 7
Neki od važnijih gena, koji se nalaze na kromosomu 7 jesu:
- ASL
- CCL24
- CCL26
- CCM2
- CFTR
- COL1A2
- CLIP2 ili CYLN2
- DFNA5
- DDC
- DLD
- ELN
- FOXP2
- GARS
- GTF2I
- GTF2IRD1
- GUSB
- HSPB1
- KCNH2
- KRIT1
- LIMK1
- NCF1
- PMS2
- RELN
- SBDS
- SLC25A13
- SLC26A4
- TFR2
- TPST1

## Bolesti vezane za kromosom 7
Poznat je sadržaj i raspored gena kromosoma 7 čije mutacije izazivaju niz nasljednih bolesti. Najvažnije bolesti vezane za mutacije na kromosomu 7 jesu:
- argininosukcinična aciduria
- kavernozni hemangiom
- Charcot-Marie-Toothova bolest
- Charcot-Marie-Toothova bolest tip 2
- CHARGE sindrom
- citrulinemia
- kongenitalni bilateralni manjak vasa deferentia
- cistična fibroza
- distalna spinalno mišićna atrofija tip V
- Ehlers–Danlosov sindrom
- Ehlers–Danlosov sindrom, tip arthrokalazija
- Ehlers–Danlosov sindrom, klasični tip
- hemokromatoza
- hemokromatoza tip 3
- nasljedni nepolipozni rak debelog crijeva
- lisencefalija
- bolest mokraće kao javorov sirup
- dijabetes odraslih koji se javlja u mladoj dobi (MODY) tip 3
- mukopolisaharidoza tip VII ili Slyjev sindrom
- mijelodisplastični sindrom
- gluhoća bez drugih simptoma
- gluhoća bez drugih simptoma, autosomno dominantna
- gluhoća bez drugih simptoma, autosomno recesivna
- osteogenesis imperfecta
- osteogenesis imperfecta, tip I
- osteogenesis imperfecta, tip III
- osteogenesis imperfecta, tip II
- osteogenesis imperfecta, tip IV
- Pendredov sindrom
- Romano–Wardov sindrom
- Shwachman–Diamondov sindrom
- shizofrenija
- Tritanopija (vrsta slijepila na boje)

## Aberacije kromosoma 7

### Williamsov sindrom
Williamsov sindrom je vrlo rijetka genetska bolest uzrokovana delecijom dugog kraka (q) kromosoma 7, točnije segmenta na poziciji 11.23 (obilježen kao 7q11.23) koji obuhvaća oko 26 gena. Ovaj se sindrom se još uvijek ne uspijeva dijagnosticirati kod svih nositelja ove delecije.
Glavne karakteristike sindroma jesu karakteristični izgled, kojeg karakteriziraju grube crte lica, mikrocefalija, mikrognatija, velika usta, debele usne, velike i nisko postavljene uši, te mentalna retardacija.